# Могильщики (подсемейство)
Могильщики (лат. Nicrophorinae) — подсемейство жесткокрылых насекомых из семейства мертвоедов, насчитывающее около 70 видов, среди которых два вымерших.

## Описание
Крупные, продолговатые, преимущественно ярко окрашенные жуки. Тело вальковатое. Голова позади висков с глубокой перетяжкой. Шов между лбом и наличником выраженный. Наличник с кожистой мембраной по переднему краю. Усики 11-члениковые,но кажутся 10-члениковыми, из-за того, что второй членик едва заметный; с 4-члениковой обычно шаровидной, реже удлиненной булавой. Надкрылья укороченные и полностью не прикрывают собой пигидий и пропигидий. Поверхность надкрылий лишена ребрышек или килей. Пятый брюшной тергит имеет стридуляционные кили. 

## Ареал
Рода Eonecrophorus известен по единичной находке в Непале; три современных вида рода Ptomascopus обитают в Восточной Азии. Род Nicrophorus распространен повсеместно в Европе, в Азии (до Новой Гвинеи и Соломоновых островов), в палеарктической части Африки, а также в Северной и Южной Америке.

## Систематика
Подсемейство делится на три существующих рода и один вымерший:
- Nicrophorinae
  - Род Eonecrophorus
    - Eonecrophorus tenuicornis

  - Род Могильщики (Nicrophorus) Fabricius, 1775
    - Nicrophorus americanus
    - Nicrophorus antennatus
    - Nicrophorus apo
    - Nicrophorus argutor
    - Nicrophorus basalis
    - Nicrophorus carolinus
    - Nicrophorus chilensis
    - Nicrophorus concolor
    - Nicrophorus confusus
    - Nicrophorus dauricus
    - Nicrophorus defodiens
    - Nicrophorus didymus
    - Nicrophorus distinctus
    - Nicrophorus encaustus
    - Nicrophorus germanicus
    - Nicrophorus guttula
    - Nicrophorus heurni
    - Nicrophorus hispaniola
    - Nicrophorus humator
    - Nicrophorus hybridus
    - Nicrophorus insularis
    - Nicrophorus interruptus
    - Nicrophorus investigator
    - Nicrophorus japonicus
    - Nicrophorus kieticus
    - Nicrophorus lunatus
    - Nicrophorus maculifrons
    - Nicrophorus marginatus
    - Nicrophorus mexicanus
    - Nicrophorus mongolicus
    - Nicrophorus montivagus
    - Nicrophorus morio
    - Nicrophorus nepalensis
    - Nicrophorus nigricornis
    - Nicrophorus nigrita
    - Nicrophorus oberthuri
    - Nicrophorus obscurus
    - Nicrophorus olidus
    - Nicrophorus orbicollis
    - † Nicrophorus pliozaenicus
    - Nicrophorus podagricus
    - Nicrophorus przewalskii
    - Nicrophorus pustulatus
    - Nicrophorus quadraticollis
    - Nicrophorus quadrimaculatus
    - Nicrophorus quadripunctatus
    - Nicrophorus reichardti
    - Nicrophorus satanas
    - Nicrophorus sausai
    - Nicrophorus sayi
    - Nicrophorus scrutator
    - Nicrophorus semenowi
    - Nicrophorus sepulchralis
    - Nicrophorus sepultor
    - Nicrophorus smefarka
    - Nicrophorus tenuipes
    - Nicrophorus tomentosus
    - Nicrophorus ussuriensis
    - Nicrophorus validus
    - Nicrophorus vespillo
    - Nicrophorus vespilloides
    - Nicrophorus vestigator

  - Род Ptomascopus Kraatz, 1876
    - Ptomascopus morio
    - Ptomascopus plagiatus
    - Ptomascopus zhangla
    - † Ptomascopus aveyronensis

  - † Род Palaeosilpha
    - † Palaeosilpha fraasii